# Gare de Dompierre-Sept-Fons
Gare de Dompierre-Sept-Fons vasútállomás Franciaországban, Dompierre-sur-Besbre településen.

## Vasútvonalak
Az állomást az alábbi vasútvonalak érintik:
- Moulins-Mâcon-vasútvonal

## Kapcsolódó állomások
A vasútállomáshoz az alábbi állomások vannak a legközelebb:
- Gare de Moulins-sur-Allier (Gare de Moulins-sur-Allier, TER Bourgogne 2-es vonal)
- Gare de Gilly-sur-Loire (Gare de Dijon-Ville, TER Bourgogne 2-es vonal)